# Juan Solano
Para el compositor de copla, véase Juan Solano Pedrero
Juan Solano O.P. (Archidona, Málaga ca.1505-Roma 1580), religioso dominico, fue el segundo obispo del Cuzco.

## Biografía
Hizo sus estudios en el Colegio de San Esteban, de la Universidad de Salamanca. Allí decide entrar a la Orden de Santo Domingo. Comenzó su noviciado en los últimos meses de 1524 y profesó el 24 de diciembre de 1525, siendo prior fray Diego de San Pedro. A continuación se desempeñó en diversos cargos asignados por su congregación hasta ocupar el priorato del Convento de Santo Domingo de Peñafiel.
En septiembre de 1543 fue nombrado obispo del Cuzco. Sin esperar la confirmación papal y aún no consagrado tuvo de inmediato la oportunidad de embarcarse con el virrey Blasco Núñez Vela y junto con él llevó a cabo la travesía hasta el Perú. Partieron de Sanlúcar de Barrameda el 3 de noviembre de 1543 y llegaron a Nombre de Dios el 10 de enero del año siguiente.
El 24 de enero de 1544 se embarcaron otra vez, desde Panamá, desembarcando en Tumbes el 4 de marzo y siguiendo el viaje por tierra hasta Lima. Debido a la rebelión de los encomenderos, tomó posesión de la sede a través de un procurador en noviembre de 1544, y recién entró al Cuzco el 3 de noviembre de 1545.
Leal al Rey, apoyó el levantamiento de Diego Centeno, pero luego de su derrota en Huarina, tuvo que huir del Cuzco. El rebelde Francisco de Carvajal estaba bastante indignado con él "porque, habiendo de estarse en su Iglesia rogando a Dios por la paz de los cristianos, anduviese con el ejército hecho un maese de campo" y deseaba capturarlo para matarlo.
Desde el Cuzco, efectuó la visita pastoral de su diócesis; gestionó la compra del solar colindante al asignado para el templo mayor y puso la primera piedra de la catedral, y fundó el hospital de San Lázaro. Retornó a España con el propósito de solicitar la división de su dilatado obispado (octubre de 1560), pero finalmente renunció (1561). Marchó a Italia y retirado al Convento de la Minerva, en Roma, murió allí el 19 de febrero de 1580. Fue enterrado en la Basílica de Santa María sobre Minerva, de dicha ciudad.

#### Libros y publicaciones
- Angles Vargas, Víctor (1983). Historia del Cusco (Cusco Colonial) Tomo II Libro Primero. Lima: Industrialgrafica S.A.
- Carlo Longo. Juan Solano, O.P. segundo obispo de Cuzco, y la fundación del "Colegium S. Thomae de Urbe (Revista Andina, 28: 509-524). Cuzco.
- Alberto Tauro del Pino. Enciclopedia Ilustrada del Perú. Lima: PEISA, 2001.